# David Matthieu
David Matthieu (* 1. Mai 1697 in Berlin; † 8. Juni 1756 ebenda) war ein deutscher Porträtmaler des 18. Jahrhunderts.

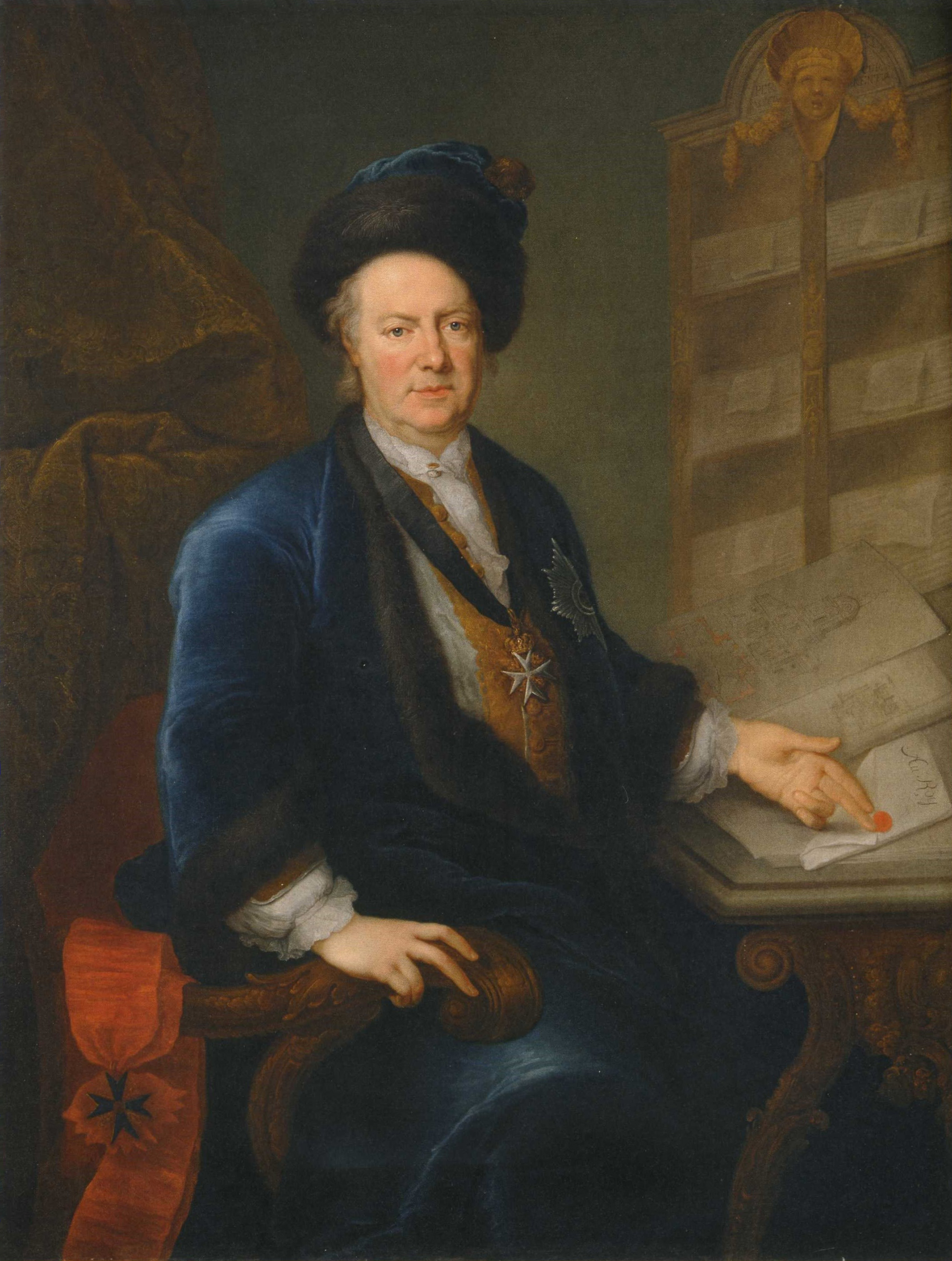
Adam Otto von Viereck in einem Gemälde Matthieus aus dem Jahr 1745

David Matthieu war königlich preußischer Hofmaler und fertigte Porträts als Gemälde in Öl aber auch als Miniaturen. Er heiratete in dritter Ehe die Porträtmalerin Barbara Rosina Lisiewska, nachdem er in zweiter Ehe bereits mit deren Schwester Dorothea Elisabeth (1711–1740) verheiratet war. 1738 unternahm er mit dem Erbprinzen Friedrich zu Mecklenburg eine Reise nach Paris.
Der Porträtmaler und Kupferstecher Georg David Matthieu ist Kind aus zweiter Ehe, der Bildnis- und Historienmaler Leopold Matthieu (1750–1778) und die Genre- und Stilllebenmalerin Rosina Christiana Ludovica Matthieu (1748–1795) sind gemeinsame Kinder aus der dritten Ehe.